# No mi giamedas Maria
No mi giamedas Maria (in italiano: Non chiamatemi Maria ma il titolo originale è Sende mortu cun rigores) è un canto tradizionale e devozionale sardo in logudorese, tratto da Su settenariu pro sa Chida Santa, terza Die scritto nel XVIII secolo dal poeta Bonaventura Licheri.
Il canto veniva eseguito come un gosos nei riti della Quaresima. Da tempo fa parte del repertorio dei vari cori dell'isola, come il Coro Barbagia che fu il primo che lo registrò nell'album Sardegna canta e prega, poi il Coro di Nuoro (arr. di Gian Paolo Mele) e nel 1978 fu la volta di Maria Carta, successivamente i Bertas, ecc.

## Il testo
Il testo completo è composto di sette terzine: le prime quattro riportano le parole delle donne; le ultime tre quelle di Maria.
intro ‘ e sas feminas sia 

s’incontrat s’anima mia, 

trista, dolente e afflitta,

a chie apo dadu sa titta

bido in mortales orrores. 

No mi giamedas Maria 	

si chi no Mama de dolore.»
(Bonaventura Licheri, Non mi giamedas Maria, XVIII secolo)
Andrea Parodi, in uno dei suoi concerti, aveva raccontato che Maria Carta si era immaginata la Madonna che piangeva il Cristo morto in un paesino sardo, dove le donne curiose, nello spingi spingi generale, vedendo la Madonna piangere commentavano: “Perché piange? Non dice di essere la Madre di Dio?”. Allora la Madonna, sentendo queste voci, rispondeva e spiegava loro il suo dolore di quel momento. «Quale dolore, per una madre, può essere più grande di avere tra le braccia il Figlio morto?».

## Interpreti
Questo canto è eseguito molto spesso in gran parte dell'isola durante le manifestazioni religiose, ma è stato anche oggetto di varie interpretazioni di numerosi artisti.
- Coro di Nuoro, Canti popolari della Sardegna, 1975
- Maria Carta
- Bertas
- Elena Ledda
- Andrea Parodi
- Tazenda
- Ginevra Di Marco
- Coro Andolla
- Maria Giovanna Cherchi

## Discografia
- 1975, Coro di Nuoro, nella raccolta Canti religiosi della Sardegna Vol. 1
- 1978, Maria Carta nell'LP (Umbras)
- 1993, Bertas, nell'LP Amistade
- 1993, Coro Nugoro Amada nell'album Ammentos
- 2007, Elena Ledda/ Andrea Parodi nel disco Rosa Resolza